# Manulea nervosa
Manulea nervosa är en flenörtsväxtart som beskrevs av Ernst Meyer och George Bentham. Manulea nervosa ingår i släktet Manulea och familjen flenörtsväxter. Inga underarter finns listade i Catalogue of Life.